# KAJ (Finse groep)
KAJ is een Finse muziek- en comedygroep uit Vörå uit Österbotten. De groep maakt deel uit van de Fins-Zweedse culturele sfeer en treedt voornamelijk op in het Zweeds met teksten in het dialect uit Vörå. De groep bestaat uit Kevin Holmström, Axel Åhman en Jakob Norrgård, wiens voornaaminitialen de naam van de band vormen. De groep scoorde in 2025 een eerste grote hit in Zweden en Finland met Bara bada bastu.

## Melodifestivalen 2025
In 2025 nam de groep deel aan de Zweedse preselectie voor het Eurovisiesongfestival 2025. Tijdens Melodifestivalen groeide hun nummer Bara bada bastu uit tot een van de favorieten. Uiteindelijk wist KAJ deze status te verzilveren en ging het met de zegepalm aan de haal, waardoor de groep Zweden mag vertegenwoordigen op het Eurovisiesongfestival 2025 in het Zwitserse Bazel. De groep heeft hier met 321 punten de vierde plek weten te bemachtigen.

## Discografie

### Singles
| Single met hitnotering(en) in de Vlaamse Ultratop 50 | Datum van verschijnen | Datum van binnenkomst | Hoogste positie | Aantal weken | Opmerkingen |
| ---------------------------------------------------- | --------------------- | --------------------- | --------------- | ------------ | ----------- |
| Bara bada bastu                                      | 2025                  | 25-05-2025            | 42              | 1*           |             |